# Фьермарин, Кристофер
Кристофер Хавьер Фьермарин Форлан (исп. Cristopher Javier Fiermarin Forlán; род. 1 января 1998, Росарио, Колония) — уругвайский футболист, вратарь клуба «Дефенса и Хустисия».

## Клубная карьера
Фьермарин — воспитанник столичного клуба «Дефенсор Спортинг». В 2018 году Кристофер на правах аренды перешёл в «Монтевидео Сити Торке». 2 апреля в матче против «Пеньяроль» он дебютировал в уругвайской Примере. По окончании аренды клуб выкупил трансфер игрока. Летом 2021 года Фьерманн на правах аренды перешёл в бельгийский «Ломмел». 15 августа в матче против «Васланд-Беверен» он дебютировал в Челленджер Про Лига. По окончании аренды Кристофер вернулся в «Монтевидео Сити Торке». В 2023 году Фьермарин перешёл в аргентинский «Дефенса и Хустисия». 12 сентября в матче против «Годой-Крус» он дебютировал в аргентинской Примере. По окончании аренды клуб выкупил трансфер игрока.